# I Am (Album)
I Am (engl. für: „Ich bin“) ist das fünfte Album der britischen Sängerin Leona Lewis, das am 11. September 2015 unter dem Label Island und Def Jam weltweit veröffentlicht wurde. Das Album ist das erste Album von Lewis, welches nicht unter dem Label Syco Music veröffentlicht wurde, nachdem sie dies im Juni 2014 verließ. Die Aufnahmen für das Album begannen bereits Mitte 2013 und wurden auch während der Produktion ihres vierten Studioalbums und ersten Weihnachtsalbums Christmas, with Love aus dem Jahr 2013 fortgesetzt. Das Album verkaufte sich in der ersten Woche weltweit 24.000 Mal. Die erste Single des Albums ist der Song Fire Under My Feet.

## Hintergrund
Im Februar 2013 wurde von Syco Music bekanntgegeben, dass Lewis angefangen hat, neue Songs für ihr viertes Studioalbum, welches noch 2013 veröffentlicht werden sollte, zu schreiben und aufzunehmen. Diese Neuigkeiten kamen, nachdem Lewis angekündigt hatte, dass sie sich von ihrem alten Management Modest! getrennt hat; diese arbeiteten mit ihr zusammen, seitdem sie bei der dritten Staffel von The X Factor im Jahr 2006 gewonnen hatte. In den Medien wurde spekuliert, ob dies etwas mit dem schlechten Erfolg ihres dritten Studioalbums Glassheart zu tun hatte, welches im November 2012 veröffentlicht wurde: es  wurde ihr erstes Album, welches sich nicht auf Platz 1 der britischen Charts platzieren konnte und auch nicht mit Platin ausgezeichnet wurde. Im August 2013 verkündete Lewis, dass sie im Moment ihr erstes Weihnachtsalbum aufnehme, zu dem Simon Cowell, ein Freund und der Chef ihres Labels, die Idee gehabt habe. Das Album wurde dann im November 2013 veröffentlicht, konnte sich auf Platz 13 in den britischen Charts platzieren und wurde am 27. Dezember 2013 mit Gold ausgezeichnet, da sich das Album mehr als 100.000 Mal verkaufte.

## Singles
Die erste Single des Albums, Fire Under My Feet, wurde am 7. Juni 2015 veröffentlicht. Der Song wurde von Lewis und Toby Gad geschrieben und landete auf Platz 51 in den britischen Charts und auf Platz 4 in den Billboard 100 Hot Dance Charts. I Am wurde am 17. Juli 2015 bei iTunes veröffentlicht und wurde die zweite Single in Großbritannien. Thunder wurde als dritte Single des Albums am 24. Juli 2015 veröffentlicht und als erste Single in den Vereinigten Staaten. Alle Singles konnten nicht an den Erfolg der älteren Singles wie z. B. Bleeding Love oder Run anknüpfen.

## Titelliste
| Nr.          | Titel              | Autor(en)                                           | Produktion                     | Länge |
| ------------ | ------------------ | --------------------------------------------------- | ------------------------------ | ----- |
| 1.           | Thunder            | Leona Lewis • Toby Gad                              | Gad                            | 3:43  |
| 2.           | Fire Under My Feet | Lewis • Gad                                         | Gad                            | 3:35  |
| 3.           | You Knew Me When   | Diane Warren                                        | Gad                            | 3:40  |
| 4.           | I Am               | Lewis • Gad • Francis White                         | Gad • White                    | 3:42  |
| 5.           | Ladders            | Lewis • Anne Preven • Wayne Wilkins • Kevin Anyaeji | Wilkins • Anyaeji              | 3:26  |
| 6.           | The Essence of Me  | Lewis • Gad                                         | Gad                            | 3:41  |
| 7.           | I Got You          | Lewis • Gad                                         | Gad                            | 3:01  |
| 8.           | Power              | Lewis • Gad • James Eliot                           | Eliot                          | 3:19  |
| 9.           | Another Love Song  | Lewis • Gad • Ben Kohn • Tom Barnes • Pete Kelleher | Gad • Kohn • Barnes • Kelleher | 3:26  |
| 10.          | Thank You          | Lewis • Gad • Preven                                | Gad                            | 4:02  |
| Gesamtlänge: | Gesamtlänge:       | Gesamtlänge:                                        | Gesamtlänge:                   | 35:35 |

## Chartplatzierungen
| ChartsChartplatzierungen       | Höchstplatzierung | Wochen |
| ------------------------------ | ----------------- | ------ |
| Deutschland (GfK)              | 33 (1 Wo.)        | 1      |
| Österreich (Ö3)                | 34 (1 Wo.)        | 1      |
| Schweiz (IFPI)                 | 23 (5 Wo.)        | 5      |
| Vereinigtes Königreich (OCC)   | 12 (3 Wo.)        | 3      |
| Vereinigte Staaten (Billboard) | 38 (1 Wo.)        | 1      |